# Rhaebo
Rhaebo Cope, 1862 è un genere di anfibi anuri, appartenente alla famiglia Bufonidae.

## Tassonomia
Il genere comprende 14 specie:
- Rhaebo andinophrynoides Mueses-Cisneros, 2009
- Rhaebo atelopoides (Lynch and Ruiz-Carranza, 1981)
- Rhaebo blombergi (Myers and Funkhouser, 1951)
- Rhaebo caeruleostictus (Günther, 1859)
- Rhaebo ceratophrys (Boulenger, 1882)
- Rhaebo colomai (Hoogmoed, 1985)
- Rhaebo ecuadorensis Mueses-Cisneros, Cisneros-Heredia, and McDiarmid, 2012
- Rhaebo glaberrimus (Günther, 1869)
- Rhaebo guttatus (Schneider, 1799)
- Rhaebo haematiticus Cope, 1862
- Rhaebo hypomelas (Boulenger, 1913)
- Rhaebo lynchi Mueses-Cisneros, 2007
- Rhaebo nasicus (Werner, 1903)
- Rhaebo olallai (Hoogmoed, 1985)